# 鴨靈號

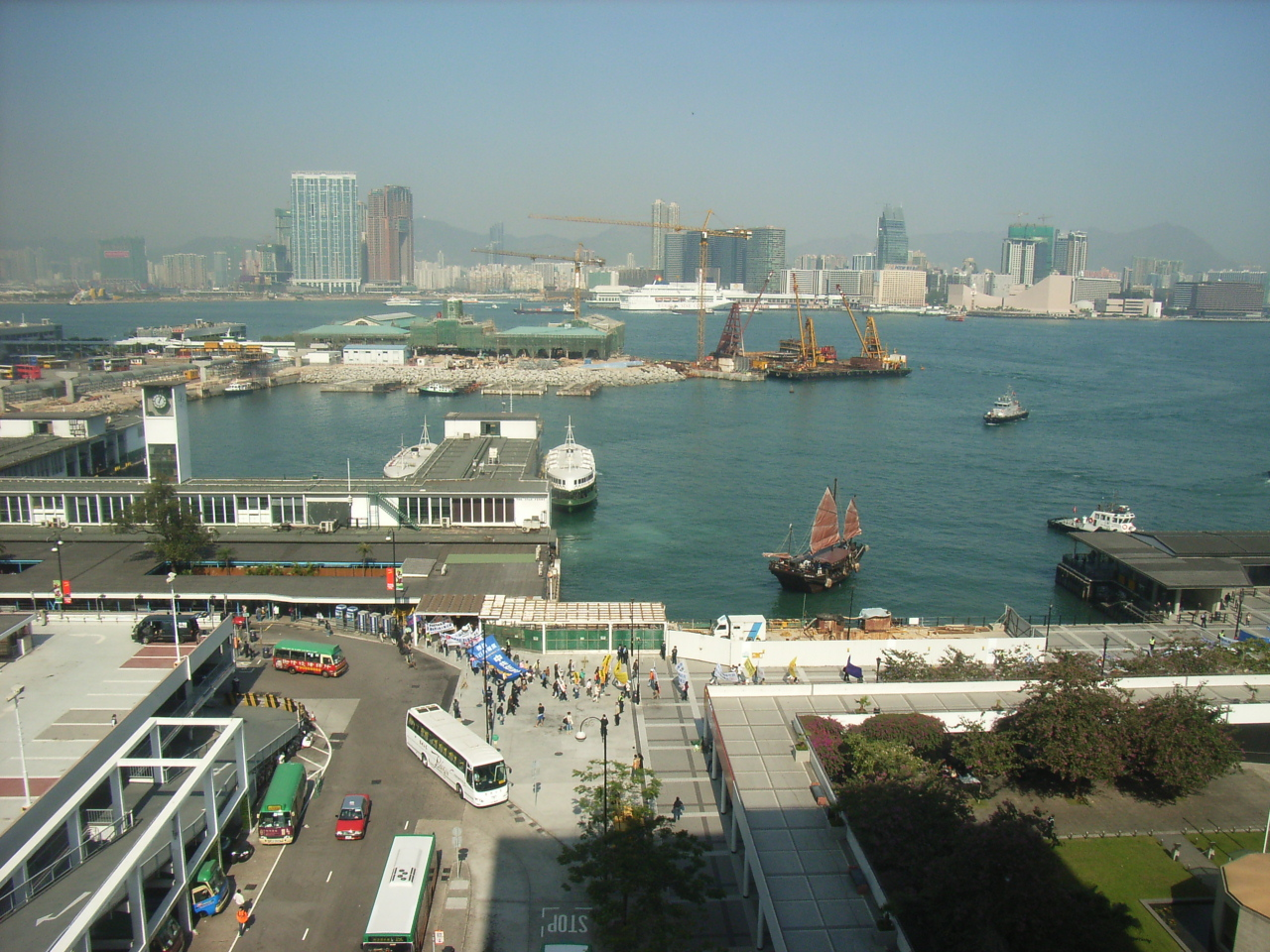
鴨靈號在中環天星碼頭

鴨靈號是一艘典型的中式帆船，曾為香港旅遊發展局用以推廣香港旅遊的一個項目。在不少以維多利亞港為背景的相片或明信片，皆可見到這艘帆船的蹤影。

## 歷史

### 建造
「鴨靈號」原本是一艘漁船，約於1950年代在澳門建造，由一名香港漁民擁有。
1980年代，有英國商人購買這艘漁船，按原來的設計進行大規模的翻修，租予香港旅遊發展局，並且定期開放給遊客登船。據知，「鴨靈號」曾是本港十大旅遊景點及世界十大古船之一。

### 沉沒
2014年初，「鴨靈號」退出觀光服務，由於該英國商人舉家移民離開香港，「鴨靈號」疑因日久失修而沉沒。

### 打撈
2014年底，余力行先生(Ken Yue) 遂向英國商人洽購「鴨靈號」，再將「鴨靈號」從海底打撈出水，撈起後的船身已滿布蠔殼。

### 修復
2015年1月，「鴨靈號」被撈起後停泊於香港仔避風塘，其後「鴨靈號」到珠海找師傅進行修復工作，盡量保留原貌，包括皮製的帆布、柚木、用人手敲打作警示的響鈴，以及寫有「DUKLING ICON OF HONG KONG」的銅牌，並計劃在機房頂部加上透明板，讓參觀者可以看到船艙內的情況，維修開支約一千萬港元。
一個鴨靈號歷史展覽從2015年4月22日至5月11日於時代廣場露天廣場舉行，其中展出一艘三米鴨靈號的模型。船主指待鴨靈號通過驗船後，2015年6月中旬便可啟航。

### 再度啟航
2015年6月13日，「鴨靈號」在維多利亞港的中環海濱再度啟航，標誌著這艘中式三桅漁船的成功修復。

## 原先參觀資訊
- 開放時間: 星期一至日 (星期三休息)
- 恆常班次: 16:30 / 17:30 / 18:30 / 19:30
- 登船地點: 尖東星光大道 (李小龍像附近星巴克店外碼頭出發)

## 外部鏈結
- DiscoverHongKong - 「鴨靈號」海上體驗，香港旅遊發展局
- 影視及娛樂事務管理處 - 鴨靈
- 打撈修復「鴨靈號」重拾港同舟之情[永久]
- 海底撈回歷史印記千萬修復「鴨靈號」 （页面存档备份，存于）
- 「鴨靈號」官方網頁 （页面存档备份，存于）